# الن فیورین
السا «الن» فِیْوُرین (۳۱ دسامبر ۱۸۵۳ پیرکانما - ۲۷ نوامبر ۱۹۱۹ لوهیا) نقاش فنلاندی سوئدی زبان بود.

## پیشینه
والدین او آندرس آبراهام فِیْوُرین و لوویسا اینگمان بودند. پس از تحصیل در مدارس نقاشی در هلسینکی و استکهلم، تحصیلات خود را در مونیخ، دوسلدورف و آکادمی ژولیان پاریس ادامه داد. او اغلب مناظر نقاشی می‌کرد و یکی از هنرمندانی بود که به ویکتور وسترهولم درمجمع هنرمندان اونینگبو در جزایر الند پیوست. او همراه با خواهرش در یک آتش‌سوزی در خانه آنها در لوهیا در سال ۱۹۱۹ جان باخت.

## آثار
- ۱۸۹۹
- ۱۹۰۰